# Arusha Nationalpark
Arusha Nationalpark omfatter Mount Meru, en markant vulkan som ligger i 4.566 meters højde, i Arusharegionen i det nordøstlige  Tanzania. 
Parken er lille, 552 km², men har et varieret og spektakulært landskab i tre afgrænsede områder. I vest, Meru Crater og Jekukumia River samt Mount Meru med Ngurdoto Crater. I sydøst er der steppeland og i nordøst ligger den lavvandede sø Momella Lake som er kendt for sine vadefugle, bl a. flamingo.
Mount Meru er den næst højeste bjergtop i Tanzania efter Kilimanjaro som ligger kun 60 km fra den og danner baggrunden for udsigten fra parken mod øst. Arusha nationalpark ligger på en 300-kilometer akse med Afrikas mest berømte nationalparker, fra Serengeti og Ngorongoro-krateret i vest til  Kilimanjaro nationalpark i øst. 
Parken ligger nogle få kilometer nordøst for Arusha, men indgangen til parken er 25 km øst for byen. Afstand til Moshi er 58 km. og med 35 km til Kilimanjaro internationale lufthavn (KIA).

## Dyreliv
Arusha Nationalpark har et  rigt og varieret dyreliv men besøgende bør ikke forvente den samme oplevelse af at se vilddyr her som  i andre nationalparker i den nordlige del af Tanzania. Dyrelivet omfatter den kendte fauna som giraf, bøffel, zebra, vildsvin, aber m.fl. Elefanter findes, men en besøgende i parken  vil som oftest ikke se dem. Leoparder findes, men ingen løver.  Fuglelivet i skovene kan fremvise mange arter som er lettere at se her end i andre nationalparker .

## Eksterne kilder og henvisninger
- Mere om parken Arkiveret 25. september 2012 hos  Wayback Machine

3°15′S 36°50′Ø / 3.250°S 36.833°Ø